# وزارة التعليم العالي (الكويت)
وزارة التعليم العالي الكويتيّة هي إحدى الهيئات الحكوميّة في دولة الكويت، أُنشِئت بالمرسـوم رقـم (164/88) بتاريخ 16أكتوبر 1988، يتولى الوزارة حاليًّا الدكتور نادر الجلال.